# Uatu
Uatu, spesso chiamato semplicemente l'Osservatore (Watcher), è un personaggio dei fumetti creato da Stan Lee e Jack Kirby nel 1966, pubblicato dalla Marvel Comics. La sua prima apparizione avviene in The Fantastic Four (prima serie) n. 13. Uatu è un membro degli Osservatori, una specie umanoide extraterrestre molto avanzata. Viene usato anche come narratore per le varie serie di What If.

## Biografia del personaggio
Uatu è un alieno che fa parte della razza degli Osservatori. Divenuti virtualmente immortali, dopo aver assistito alla distruzione di un pianeta alieno che si era evoluto grazie alla tecnologia avanzata che avevano condiviso con gli abitanti, decisero che potevano osservare mentalmente e registrare tutti gli eventi del multiverso, senza più intervenire. Siccome l'Osservatore che diede tale tecnologia fu proprio suo padre, Uatu iniziò ad osservare e salvare mondi e universi spinto dal desiderio di trovare un pianeta per cui l'atto di suo padre potesse essere considerato la cosa giusta da fare.
Fin dagli albori della civiltà, Uatu risiede nella zona blu della Luna e osserva gli eventi che si susseguono sulla Terra 616 (l'Universo Marvel canonico). Si rivelò per la prima volta agli esseri umani salvando i Fantastici Quattro dal Fantasma rosso, che aveva invaso la Zona Blu. Permise ai Fantastici Quattro di ricordare quell'incontro. I Fantastici Quattro lo incontrarono nuovamente quando fermò il criminale Molecola gettandolo in un'altra dimensione perché non distruggesse la Terra. Uatu aiutò diverse volte i Fantastici Quattro, anche durante il matrimonio di Reed Richards e Susan Storm. Quando il divoratore di pianeti Galactus arrivò sulla Terra, Uatu utilizzò la sua tecnologia per nascondere il pianeta. Galactus arrivò comunque e non volle sentire le ragioni di Uatu, che cercò di spiegargli la grandezza dell'umanità. Per fermarlo, Uatu   fece trovare a reed Richards l'unica arma che il divoratore di pianeti temeva: il Nullificatore Assoluto. Pur di non scatenare il terribile Nullificatore, Galactus lasciò la Terra.
Da allora Uatu ha rotto continuamente il suo voto ed ha avvertito i terrestri delle grandi minacce che incombevano su di loro. Per queste sue ripetute violazioni al codice di non interferenza Uatu venne processato (e rilasciato) dagli stessi Osservatori. Nonostante la promessa di non interferire più negli affari terrestri, non cessò di avvertire i supereroi della Terra dei pericoli incombenti.

### Civil War
In Civil War appare ai supereroi al Baxter Building poco prima della votazione dell'Atto di Registrazione dei Superumani e più tardi parla con Doctor Strange al polo nord.

### Secret Invasion
Anche qui Uatu appare, senza interferire, poco prima della battaglia finale degli eroi contro gli alieni Skrull.

### Fear Itself
Durante Fear Itself incontra Odino ad Asgard, ma, stranamente, rimane silente alle continue domande del "Padre di tutti". Il suo comportamento viene giustificato dal fatto che egli aveva predetto l'arrivo del Serpente e che voleva testare la fermezza di Odino nel prepararsi alla minaccia.

### Avengers vs. X-Men
Durante l'evento Avengers vs. X-men osserva Ciclope atterrare furioso sulla Luna dopo aver subito un duro colpo, i due incrociano i loro sguardi per un istante, poi Ciclope riparte per la Terra ancora più arrabbiato.

### Original Sin
All'inizio della storia, il cadavere di Uatu viene ritrovato, privo degli occhi, scatenando un'indagine dei Vendicatori e di altri supereroi per trovare il suo assassino. In seguito viene rivelato che l'Orb, il Dottor Midas, ed Exterminatrix avevano attaccato Uatu, strappandogli uno dei suoi occhi, ma che l'Osservatore era sopravvissuto. Nick Fury giunse poco dopo per parlare con Uatu, ma questi si rifiutò di identificare i suoi aggressori e condividere la posizione dell'occhio mancante. Uatu sembrò raccogliere il suo potere per un attacco imminente, e Fury lo uccise per legittima difesa, prendendo l'altro occhio.

## Poteri e abilità
Come membro degli Osservatori, Uatu possiede vaste capacità psioniche che sono state ulteriormente sviluppate attraverso l'addestramento. Queste abilità includono il volo, la telepatia, la manipolazione dell'energia, la proiezione di campi di forza in grado di negare i poteri altrui, il lancio di illusioni, la capacità di alterare psionicamente il suo aspetto a piacimento e sensi cosmici altamente avanzati che gli consentono di essere consapevole di innumerevoli eventi della Terra. La sua intelligenza sovrumana gli consente di monitorare simultaneamente le attività in tutto il sistema solare terrestre. Uatu può convertire il suo corpo in una forma sconosciuta di energia pur mantenendo la sua sensibilità per viaggiare attraverso l'iperspazio, e quindi tornare alla sua forma fisica. Come tutti gli Osservatori, Uatu possiede inoltre l'immortalità virtuale, sebbene possa morire se perde la voglia di vivere. Ha dimostrato di essere in grado di trasportare se stesso e gli altri nel tempo, e in un'occasione afferma di poter mandare qualcuno nel Limbo.
Gli Osservatori possono aumentare la loro forza con l'energia psionica cosmica se lo desiderano; tuttavia, tendono a ridurre al minimo le loro attività fisiche. L'edizione del 1985 del Manuale ufficiale dell'Universo Marvel ha paragonato la portata del potere di Uatu a quella di Galactus, lo Straniero, Odino e Zeus.
Uatu ha ricevuto un'istruzione molto ampia nella sua giovinezza nel suo mondo natale. Si è dedicato allo studio del sistema solare terrestre e dei suoi esseri senzienti per milioni di anni. La sua casa nell'Area Blu della Luna contiene un'enorme quantità di armi, artefatti e tecnologia creati da varie razze aliene provenienti da tutto l'universo.
Uatu studia anche le Terre di realtà alternative e possiede un portale attraverso il quale può osservare realtà alternative. Ha acquisito una straordinaria conoscenza della storia sia degli esseri senzienti sulla Terra "principale" che delle numerose Terre alternative.

## Altre versioni
- Uatu appare in 1602, la miniserie scritta da Neil Gaiman.
- Appare nella miniserie Senza Poteri (Powerless) nel ruolo dello psichiatra William Watts.
- Nella miniserie JLA/Vendicatori, Uatu appare in un cameo come guardiano della Justice League of America nell'universo DC.
- Appare anche nel fumetto Rat-Man, con il nome di Aeiou, dove però il suo dovere è di non starnutire, anziché non interferire.
- Nell'universo Ultimate l'osservatore non è una persona, bensì una sorta di colonna (molto simile ad un totem) dotata di 4 occhi. Come per l'universo classico, il suo compito consiste nell'osservare gli importanti avvenimenti della terra, come, ad esempio, la nascita di Capitan America.

## Altri media

### Televisione
Uatu l'Osservatore compare in:
- The Marvel Super Heroes
- I Fantastici Quattro
- Insuperabili X-Men
- I Fantastici Quattro
- Silver Surfer
- Marvel Super Heroes: What The--?!
- Super Hero Squad Show
- Avengers Assemble
- Hulk e gli agenti S.M.A.S.H.
- X-Men '97

#### Marvel Cinematic Universe
Uatu l'Osservatore compare all'interno del Marvel Cinematic Universe doppiato in originale da Jeffrey Wright e in italiano da Paolo Marchese.
- L'Osservatore viene introdotto come protagonista nella prima serie animata dell'MCU What If...? (2021), di cui è il narratore: è una creatura mistica che osserva quanto avviene nel multiverso senza farsi coinvolgere direttamente negli eventi.
- Il personaggio compare anche nella serie animata I Am Groot (2022).

### Videogiochi
Uatu l'Osservatore compare in:
- X-Men II: The Fall of the Mutants
- Marvel vs. Capcom: Clash of Super Hereos
- Spider-Man
- Marvel: La Grande Alleanza
- Marvel Heroes
- Marvel vs. Capcom 3: Fate of Two Worlds
- Marvel vs. Capcom Origins
- Marvel Avengers: Battle for Earth
- Marvel: Sfida dei Campioni
- Marvel: Realm of champions